# کلوتو (پروتئین)
کلوتو (انگلیسی: Klotho) یک پروتئین (آنزیم) است که در انسان توسط ژن «KL» کُدگذاری می‌شود. سه زیرگروه کلوتو عبارتند از آلفا-کلوتو، بتا-کلوتو و گاما-کلوتو. آلفا-کلوتو فاکتور ۲۳ رشد فیبروبلاست را فعال می‌کند و بتا-کلوتو فاکتور ۱۹ رشد فیبروبلاست و فاکتور ۲۱ رشد فیبروبلاست را فعال می‌کند. هنگامی که زیرگروه‌ها هنوز مشخص نشده است، واژهٔ «کلوتو» معمولاً تنها به زیر گروه آلفا-کلوتو اشاره داشت، زیرا آلفا-کلوتو پیش از سایر انواع این پروتئین کشف شد.
آلفا-کلوتو به میزان زیادی در مغز، کبد و کلیه بیان و ساخته می‌شود. بتا-کلوتو عمدتاً در کبد بیان می‌شود. گاما-کلوتو در پوست بیان می‌شود.
کلوتو می‌تواند به شکل غشایی یا محلول (هورمونی) در گردش خون وجود داشته باشد. پروتئازها می‌توانند فرم متصل به غشاء را به شکل محلول و گردشی تبدیل کنند.
ژن «KL» یک پروتئین تراغشایی تک‌گذر نوع ۱ را کدگذاری می‌کند که با بتا-گلوکورونیدازها مرتبط است. کاهش تولید این پروتئین در بیماران مبتلا به نارسایی مزمن کلیه (CKF) مشاهده شده است و این ممکن است یکی از عوامل زمینه‌ساز فرآیندهای دژنراتیو (مانند تصلب شرایین، پوکی استخوان و نازک شدن و آتروفی پوست) باشد که در نارسایی مزمن کلیه مشاهده می‌شود. جهش‌های درون این ژن با افزایش سن، از دست دادن استخوان و مصرف الکل مرتبط است. موش‌های تراریخته آزمایشگاهی که پروتئین کلوتو را بیش از حد بیان می‌کنند بیشتر از موش‌های طبیعی عمر می‌کنند.

## ساختار
ژن آلفا-کلوتو روی بازوی بلند کروموزوم ۱۳ قرار دارد و یک پروتئین تراغشایی تک‌گذر کدگذاری می‌کند. بخش درون سلولی پروتئین آلفا-کلوتو کوتاه است (۱۱ اسید آمینه)، در حالی که بخش خارج سلولی بلند است (۹۸۰ اسید آمینه). بخش تراغشایی نیز نسبتاً کوتاه است (۲۱ اسید آمینه). بخش خارج سلولی شامل دو توالی تکراری است که به نام‌های KL1 (حدود ۴۵۰ اسید آمینه) و KL2 (حدود ۴۳۰ اسید آمینه) نامیده می‌شوند. در کلیه و شبکه کوروئید مغز، پروتئین تراغشایی را می‌توان به صورت پروتئولیتیکی جدا کرد تا یک شکل محلول ۱۳۰ کیلو–دالتونی از پروتئین آلفا-کلوتو تولید کند که به ترتیب در گردش خون و مایع مغزی نخاعی آزاد می‌شود. در انسان، شکل ترشحی کلوتو نسبت به فرم غشایی غالب است.
ژن بتا-کلوتو بر روی کروموزوم ۴ قرار دارد. این پروتئین با آلفا-کلوتو هم‌ساختی (۴۳٫۱٪ همسانی و ۶۰٫۱٪ شباهت) دارد. این را نباید با برش آلفا و برش بتای مولکول آلفا-کلوتو، که به ترتیب دومِـین‌های KL1+KL2 و KL2 را آزاد می‌کند، اشتباه گرفت.

## عملکرد
کلوتو یک پروتئین تراغشایی است که علاوه بر وظایف گوناگون، در کنترل حساسیت جاندار به انسولین دخالت دارد و به نظر می‌رسد در فرایند سالخوردگی هم نقش دارد. کلوتو در سال ۱۹۹۷ توسط «ماکوتو کوروئو» و همکارانش کشف شد. نام این ژن از کلوتو یکی از چند مویرای یا الهه‌های سرنوشت در اساطیر یونانی می‌آید که ریسمانی زندگی انسان را می‌بافد.
پروتئین کلوتو یک بتا-گلوکورونیدازها نوین (عدد گروه آنزیمی ۳.۲.۱.۳۱) است که قادر به هیدرولیز بتا-گلوکورونیدهای استروئیدی است. تغییرات ژنتیکی در کلوتو با فرایند پیری انسان مرتبط است و ثابت شده که پروتئین کلوتو یکی از عوامل بیولوژیکی قابل تشخیص در گردش خون است که با افزایش سن کاهش می‌یابد.
اتصال فاکتورهای رشد فیبروبلاست درون‌ریز (به‌عنوان مثال، FGF19 و FGF21) به گیرنده‌های مربوط، از طریق تعامل آنها به عنوان گیرنده‌های مشترک با بتا-کلوتو انجام می‌شود.  اشکال در ژن یا پروتئین بتا-کلوتو تمام اثرات FGF21 را از بین می‌برد.
آلفا-کلوتو که به FGF23 درون‌ریز متصل می‌شود، هموستاز کلسیم سلولی را با افزایش بیان و فعالیت پروتئین کانال کلسیمی TRPV5 (کاهش بازجذب فسفات در کلیه) و کاهش جذب پروتئین TRPC6 (کاهش جذب فسفات از روده) تغییر می‌دهد. آلفا-کلوتو با تثبیت TRPV5 بازجذب کلسیم کلیه را افزایش می‌دهد. حدود ۹۵٪ تا ۹۸٪ از یون کلسیم فیلتر شده از خون توسط کلیه، به‌طور معمول توسط لوله کلیوی کلیه بازجذب می‌شود که این کار با واسطه TRPV5 صورت می‌پذیرد.

## اهمیت بالینی
آلفا-کلوتو قادر به از بین بردن استرس اکسیداتیو و التهاب است و در نتیجه اختلال عملکرد لایهٔ درون‌رگی و تصلب شرایین را کاهش دهد. سطح پلاسمایی آلفا-کلوتو با ورزش‌های هوازی افزایش می‌یابد و در نتیجه اختلال عملکرد در لایهٔ درون‌رگی هم کم می‌شود.
فعال‌سازی پروتئین FGF21 توسط بتا-کلوتو اثر محافظتی بر سلول‌های عضله قلب دارد. چاقی با مقاومت به FGF21 مشخص می‌شود و اعتقاد بر این است که ناشی از مهار بتا-کلوتو توسط فاکتور نکروز توموری آلفا است که نوعی پروتئین سیگنال‌دهنده سلول‌های التهابی (سیتوکین) محسوب می‌شود، اما شواهدی بر ضد این فرضیه به‌دست آمده است.
کلوتو برای بلوغ اُلیگودندروسیت و حفظ یکپارچگی میلین مورد نیاز است و می تواند نورون ها را از اثرات سمی مواد محافظت کند. موش‌های فاقد کلوتو تعداد کاهش‌یافتۀ سیناپس‌ها و همچنین نقص‌های شناختی دارند، در حالی که موش‌هایی که کلوتوی زیادی دارند، یادگیری و حافظه بهتری دارند. پژوهش‌های انجام‌گرفته با تزریق کلوتو به پستانداران، تأثیر مثبتی بر حافظه را نشان می‌دهد که تا دو هفته طول می‌کشد. این یافته می‌تواند پیامدهایی برای آغاز تحقیق بر روی انسان داشته باشد. جالب توجه است که اثرات شناختی در میمون‌های رزوس حتی با تزریق زیرجلدی مشاهده شد، حتی با آنکه نتایج پژوهش‌های قبلی که نشان داده بود پروتئین کلوتو از سد خونی مغزی عبور نمی‌کند.
کاهش بیان کلوتو در ماکروفاژهای ریه افراد سیگاری دیده می‌شود. یک شکل غیرطبیعی خودخواری مرتبط با کاهش بیان کلوتو با پاتوژنز بیماری مزمن انسدادی ریه مرتبط است. (اگرچه خودخواری طبیعی به حفظ ماهیچه کمک می‌کند، اما خودخواری بیش از حد، باعث کاهش توده عضلانی می‌شود).
مشخص شده است که کاهش بیان کلوتو ممکن است به دلیل هیپرمتیلاسیون دی‌ان‌ای باشد که ممکن است در اثر بیان مفرط آنزیم DNMT3a القا شده باشد. کلوتو ممکن است یک ژن قابل اعتماد برای تشخیص زودهنگام تغییرات متیلاسیون در بافت‌های دهان باشد و می‌تواند به عنوان هدفی برای اصلاح درمانی در سرطان دهان در مراحل اولیهٔ تشخیص استفاده شود.
موش‌های دارای کمبود کلوتو سندرمی شبیه پیری تسریع‌شده در انسان دارند و در آنها تصلب شرایین گسترده و تسریع‌شده دیده می‌شود. علاوه بر این، این موش‌ها دچار اختلال در گشادشدن رگ‌ها وابسته به لایه درون‌رگی و اختلال در گشادشدن رگ‌ها هستند، که نشان می‌دهد پروتئین کلوتو ممکن است دستگاه قلبی-عروقی را از طریق تولید نیتریک اکسید مشتق شده از لایه درون‌رگی محافظت کند.
کلوتو می‌تواند نقش محافظتی در بیماران مبتلا به آلزایمر داشته باشد.

## تأثیر بر پیری
کاهش آلفا-کلوتو یا فاکتور ۲۳ رشد فیبروبلاست ممکن است منجر به اختلال در دفع فسفات از کلیه شود که به هیپرفسفاتمی (بالا رفتن سطح فسفات خون) می‌انجامد. در موش‌ها، این واقعه منجر به ویژگی‌های فنوتیپی پیری زودرس می‌شود که می‌توان آن را با تغذیه موش‌ها با رژیم غذایی کم فسفات کاهش داد.
شکل پلاسمایی (محلول) آلفا-کلوتو به آسانی قابل اندازه‌گیری است و ثابت شده است که بعد از ۴۰ سالگی در انسان کاهش می‌یابد. سطوح پایین‌تر پلاسمایی آلفا-کلوتو در افراد مسن با افزایش ضعف و میزان مرگ‌ومیر ناشی از همهٔ علل مرتبط است. پژوهشگران همچنین نشان داده‌اند که فعالیت بدنی و ورزش باعث افزایش آلفا-کلوتو در پلاسما می‌شود.
موش‌هایی که فاقد فاکتور ۲۳ رشد فیبروبلاست یا آنزیم α-کلوتو هستند، به دلیل هیپرفسفاتمی دچار پیری زودرس می‌شوند. بسیاری از این علائم را می‌توان با تغذیه موش‌ها با رژیم غذایی کم فسفات کاهش داد.
اگرچه بیشتر پژوهش‌ها متمرکز بر اثرات کمبود یا فقدان کلوتو بوده است، اما نشان داده شده که بیان بیش از حد کلوتو در موش باعث افزایش طول عمر متوسط آنها در مقایسه با موش‌های معمولی (بین ۱۹٪ تا ۳۱٪ بیشتر) شده است. علاوه بر این، تغییرات در ژن کلوتو (چندریختی تک‌نوکلئوتید Rs9536314) هم با افزایش طول عمر و هم افزایش عملکرد شناختی مغز در جمعیت‌های انسانی و موش مرتبط است، اما تنها در صورتی که بیان ژن هتروزیگوت باشد، نه هموزیگوت. مزایای شناختی آلفا-کلوتو بیشتر در اواخر زندگی خود را نشان می‌دهد.
کلوتو بیان غشایی کانال پتاسیمی ROMK وابسته به آدنوزین تری‌فسفات را افزایش می‌دهد. موش‌های دارای کمبود کلوتو افزایش تولید ویتامین دی در موش‌های دارای کمبود کلوتو دیده شده است و هموستاز تغییریافتۀ املاح معدنی باعث ایجاد فنوتیپ‌های پیری زودرس می‌شود، چرا که کاهش فعالیت ویتامین دی ناشی از فقر یا محدودیت‌های غذایی، فنوتیپ‌های پیری زودرس را معکوس می‌کند و طول عمر این موش‌های جهش‌یافته را طولانی‌تر می‌کند. این نتایج نشان می‌دهد که فنوتیپ‌های شبه پیری ناشی از ناهنجاری‌های متابولیکی ویتامین دی مرتبط با کلوتو (هیپرویتامینوز) است.
کلوتو آنتاگونیست «مسیر سیگنال‌دهی سلولی Wnt» است و تحریک Wnt در دراز مدت ممکن است منجر به کاهش سلول‌های بنیادی و پیری شود. مهار «مسیر سیگنال‌دهی سلولی Wnt» قادر به مهار سرطان است. اثرات ضد پیری کلوتو نیز نتیجه افزایش مقاومت در برابر التهاب و استرس اکسیداتیو است.
وزیکول‌های خارج سلولی (EV) در موش‌های جوان، نسخه‌های بیشتری از mRNA تولیدکننده کلوتو را نسبت به موش‌های مسن حمل می‌کردند. انتقال این وزیکول‌های خارج سلولی جوان به موش‌های مسن تر به بازسازی ماهیچه‌های آنها کمک کرد.
حضور «سلول‌های پیر» (Senescent Cells) باعث کاهش سطح آلفا-کلوتو می‌شود. داروهای ضدپیری سطح این سلول‌ها را کاهش می‌دهند و موجب افزایش سطوح آلفا-کلوتو می‌گردند.

## برای مطالعهٔ بیشتر
- Shimoyama Y, Taki K, Mitsuda Y, Tsuruta Y, Hamajima N, Niwa T (2009). "KLOTHO gene polymorphisms G-395A and C1818T are associated with low-density lipoprotein cholesterol and uric acid in Japanese hemodialysis patients". American Journal of Nephrology. 30 (4): 383–388. doi:10.1159/000235686. PMID 19690404. S2CID 38277163.
- Choi BH, Kim CG, Lim Y, Lee YH, Shin SY (January 2010). "Transcriptional activation of the human Klotho gene by epidermal growth factor in HEK293 cells; role of Egr-1". Gene. 450 (1–2): 121–127. doi:10.1016/j.gene.2009.11.004. PMID 19913601.
- Fukumoto S (April 2009). "[Chronic kidney disease (CKD) and bone. Regulation of calcium and phosphate metabolism by FGF23/Klotho]". Clinical Calcium. 19 (4): 523–528. PMID 19329831.
- Nabeshima Y (December 2000). "Challenge of overcoming aging-related disorders". Journal of Dermatological Science. 24 (Suppl 1): S15–S21. doi:10.1016/S0923-1811(00)00136-5. PMID 11137391.
- Razzaque MS (March 2009). "FGF23-mediated regulation of systemic phosphate homeostasis: is Klotho an essential player?". American Journal of Physiology. Renal Physiology. 296 (3): F470–F476. doi:10.1152/ajprenal.90538.2008. PMC 2660189. PMID 19019915.
- Menon R, Pearce B, Velez DR, Merialdi M, Williams SM, Fortunato SJ, Thorsen P (June 2009). "Racial disparity in pathophysiologic pathways of preterm birth based on genetic variants". Reproductive Biology and Endocrinology. 7: 62. doi:10.1186/1477-7827-7-62. PMC 2714850. PMID 19527514.
- Prié D, Ureña Torres P, Friedlander G (May 2009). "[Fibroblast Growth Factor 23-Klotho: a new axis of phosphate balance control]". Médecine/Sciences. 25 (5): 489–495. doi:10.1051/medsci/2009255489. PMID 19480830.
- Torres PU, Prié D, Beck L, De Brauwere D, Leroy C, Friedlander G (January 2009). "Klotho gene, phosphocalcic metabolism, and survival in dialysis". Journal of Renal Nutrition. 19 (1): 50–56. doi:10.1053/j.jrn.2008.10.018. PMID 19121771.
- Halaschek-Wiener J, Amirabbasi-Beik M, Monfared N, Pieczyk M, Sailer C, Kollar A,  et al. (August 2009).  Bridger JM (ed.). "Genetic variation in healthy oldest-old". PLOS ONE. 4 (8): e6641. Bibcode:2009PLoSO...4.6641H. doi:10.1371/journal.pone.0006641. PMC 2722017. PMID 19680556.
- Shimoyama Y, Nishio K, Hamajima N, Niwa T (August 2009). "KLOTHO gene polymorphisms G-395A and C1818T are associated with lipid and glucose metabolism, bone mineral density and systolic blood pressure in Japanese healthy subjects". Clinica Chimica Acta; International Journal of Clinical Chemistry. 406 (1–2): 134–138. doi:10.1016/j.cca.2009.06.011. PMID 19539617.
- Wang HL, Xu Q, Wang Z, Zhang YH, Si LY, Li XJ,  et al. (March 2010). "A potential regulatory single nucleotide polymorphism in the promoter of the Klotho gene may be associated with essential hypertension in the Chinese Han population". Clinica Chimica Acta; International Journal of Clinical Chemistry. 411 (5–6): 386–390. doi:10.1016/j.cca.2009.12.004. PMID 20005218.
- Yerges LM, Klei L, Cauley JA, Roeder K, Kammerer CM, Moffett SP,  et al. (December 2009). "High-density association study of 383 candidate genes for volumetric BMD at the femoral neck and lumbar spine among older men". Journal of Bone and Mineral Research. 24 (12): 2039–2049. doi:10.1359/jbmr.090524. PMC 2791518. PMID 19453261.
- Torres PU, Prié D, Molina-Blétry V, Beck L, Silve C, Friedlander G (April 2007). "Klotho: an antiaging protein involved in mineral and vitamin D metabolism". Kidney International. 71 (8): 730–737. doi:10.1038/sj.ki.5002163. PMID 17332731.
- Kurosu H, Kuro-o M (July 2008). "The Klotho gene family and the endocrine fibroblast growth factors". Current Opinion in Nephrology and Hypertension. 17 (4): 368–372. doi:10.1097/MNH.0b013e3282ffd994. PMID 18660672. S2CID 23104131.
- Kuro-o M (October 2009). "Klotho and aging". Biochimica et Biophysica Acta (BBA) - General Subjects. 1790 (10): 1049–1058. doi:10.1016/j.bbagen.2009.02.005. PMC 2743784. PMID 19230844.
- Wolf I, Laitman Y, Rubinek T, Abramovitz L, Novikov I, Beeri R,  et al. (January 2010). "Functional variant of KLOTHO: a breast cancer risk modifier among BRCA1 mutation carriers of Ashkenazi origin". Oncogene. 29 (1): 26–33. doi:10.1038/onc.2009.301. PMID 19802015.
- Invidia L, Salvioli S, Altilia S, Pierini M, Panourgia MP, Monti D,  et al. (February 2010). "The frequency of Klotho KL-VS polymorphism in a large Italian population, from young subjects to centenarians, suggests the presence of specific time windows for its effect". Biogerontology. 11 (1): 67–73. doi:10.1007/s10522-009-9229-z. PMID 19421891. S2CID 25150050.
- Nabeshima Y (July 2008). "[Discovery of alpha-Klotho and FGF23 unveiled new insight into calcium and phosphate homeostasis]". Clinical Calcium. 18 (7): 923–934. PMID 18591743.
- Chen SN, Cilingiroglu M, Todd J, Lombardi R, Willerson JT, Gotto AM,  et al. (October 2009). "Candidate genetic analysis of plasma high-density lipoprotein-cholesterol and severity of coronary atherosclerosis". BMC Medical Genetics. 10: 111. doi:10.1186/1471-2350-10-111. PMC 2775733. PMID 19878569.
- Zhang R, Zheng F (September 2008). "PPAR-gamma and aging: one link through klotho?". Kidney International. 74 (6): 702–704. doi:10.1038/ki.2008.382. PMID 18756295.
- Kim JH, Hwang KH, Park KS, Kong ID, Cha SK (March 2015). "Biological Role of Anti-aging Protein Klotho". Journal of Lifestyle Medicine. 5 (1): 1–6. doi:10.15280/jlm.2015.5.1.1. PMC 4608225. PMID 26528423.